# Písničkářský bacil
Písničkářský bacil je skladba od Karla Kryla.
Písnička byla zařazena na studiovém albu Jedůfky vydaném v roce 1996. Nahrána byla též při koncertu v Lucerně  a vydána na albu Live! v roce 2006.
Karel Kryl textem trefně reaguje na represe vůči písničkářům v období normalizace v ČSSR. Negativními protagonisty jsou tehdejší československý prezident Gustáv Husák, tajemník ÚV KSČ Vasil Biľak a předseda ÚV KSČ Miloš Jakeš (jako „Mikeš z dědiny“).
Ve druhé sloce jsou jmenováni písničkáři, kteří byli nuceni emigrovat (v závorce rok emigrace):
Karel Kryl (1969), Jaroslav Hutka (1978), Svatopluk Karásek (1980), Dáša Vokatá (1980), Vladimír Veit (1981), Zbyněk Benýšek (1982), Jaroslav Jeroným Neduha (1982), Karel „Charlie“ Soukup (1982), Martin Schulz (1982) a Vlastimil Třešňák (1982).
Ve třetí sloce autor jmenuje písničkáře, kteří v republice zůstali a s různě velkými potížemi tvořili, příp. vystupovali:
Dagmar Andrtová-Voňková, Jim Čert, Pavel Dobeš, Ivo Jahelka, Michael Janík, Petr Lutka, Vladimír Merta, Jaromír Nohavica, Pepa Nos, Miroslav Paleček a Karel Plíhal.

## Zajímavosti
- Jaromír Nohavica nepřímo zmínil Karla Kryla v písničce „Dál se háže kamením“.
- Jaroslav Hutka a Vladimír Veit jsou autory písně o Jaromíru Nohavicovi „Udavač z Těšína“, která vznikla jako reakce na Nohavicův postoj k prokázané spolupráci s StB.
- Skladbu zahrál Xindl X na vzpomínkovém koncertě Karel Kryl 70.[3]